# Osţūr
Osţūr (persiska: استور, Estūr, اسطور) är en ort i Iran.   Den ligger i provinsen Kerman, i den centrala delen av landet, 800 km sydost om huvudstaden Teheran. Osţūr ligger 2 026 meter över havet och antalet invånare är 348.
Terrängen runt Osţūr är platt åt sydväst, men åt nordost är den kuperad.Runt Osţūr är det glesbefolkat, med 16 invånare per kvadratkilometer. Osţūr är det största samhället i trakten. Trakten runt Osţūr är ofruktbar med lite eller ingen växtlighet.